# 340
340 (CCCXL) fue un año bisiesto comenzado en martes del calendario juliano, en vigor en aquella fecha.
En el Imperio romano, el año fue nombrado como el del consulado de Acindino y Valerio, o menos comúnmente, como el 1093 Ab urbe condita, adquiriendo su denominación como 340 a principios de la Edad Media, al establecerse el anno Domini.

## Acontecimientos
- En Bizancio, el emperador Constancio II funda la Universidad de Constantinopla.
- En Asia Menor (actual Turquía) se registran terremotos «en todo el Oriente». Las réplicas se percibirán en los siguientes dos años. (Véase Terremotos de la Antigüedad).[1]

## Nacimientos
- Ambrosio de Milán, religioso, escritor y santo católico italiano.
- Cromacio de Aquilea, obispo, escritor y santo católico italiano (f. 406/407).